# 奥田真理子
奥田 真理子（おくだ まりこ、1972年 - ）は、日本の小説家。

## 経歴・人物
大阪府大阪市生まれ。大阪府大阪市在住。京都府立木津高等学校普通科を卒業する。大阪芸術大学短期大学部通信教育部広報学科に在籍。2008年、「静寂の耳」（筆名：響堂コウ）が第106回文學界新人賞の最終候補作に選ばれる。2009年、「カルテル」が第108回文學界新人賞の最終候補作に選ばれる。同年、「ディヴィジョン」で第109回文學界新人賞を受賞する。選考委員の角田光代は、「回を追うごとにうまくなっている」との旨を述べている。

## 作品リスト
- 「ディヴィジョン」（『文學界』2009年12月号）